# Улмету (Дамбовица)
Улмету (рум. Ulmetu) насеље је у Румунији у округу Дамбовица у општини Варфури. Oпштина се налази на надморској висини од 445 m.

## Становништво
Према подацима из 2002. године у насељу је живело 292 становника, од којих су сви румунске националности.